# Gosuinda
Gosuinda eller Goswintha, död 589, var en västgotisk drottning cirka 555-589, gift med de västgotiska kungarna Athanagild och Leovigild. Hon var politiskt aktiv och spelade en viktig roll som ledare för det arianska motståndet mot katolicismen.
Gosuinda gifte sig först med kung Athanagild, med vilken hon fick två döttrar: Brunhilda och Galswintha. 
Då Athangild avled år 567 utövade Gosuinda inflytande över kungavalet och gifte sig med hans efterträdare, sin före detta svåger Leovigild. Hon arrangerade också äktenskapet mellan sin styvson Hermenegild och sin dotterdotter Ingund. 
Gosuinda var arian och försvarade med alla medel denna tro mot katolicismen. Hon hade trott att Ingund skulle stödja henne i hennes religiösa åsikter, men Ingund var katolik och vägrade att bli arian, vilket orsakade en svår konflikt. Konflikten ledde till att Hermenegild förvisades från Toledo. Hon ska sedan ha övertalat Leovigild att ta beslut om att döda Hermengild, vilket fick Hermengild att göra uppror 580. Upproret slutade med Hermenegilds död, medan Ingund flydde till Rom. 
År 589 deltog hon och biskop Uldila i en ariansk konspiration mot Leovigild. Konspirationen misslyckades och hon avled strax därpå.      